# 文化講演会
文化講演会（ぶんかこうえんかい）は、NHKラジオ第2放送で放送していたラジオ番組である。

## 番組概要
番組の始まりは、1965年にNHKFMで開始されたFM講演会である。1966年に「FM講演会」を「文化講演会」に改題。1967年度は第2とFMの2波で放送。1968年度からはFMのみの放送となり、1971年度に終了。1976年度から「NHK文化講演会」を各地で開催し、その公開収録の模様をラジオ第1と教育テレビで放送開始した。1982年度よりラジオ第2での放送となる。
全国各地で開催している講演会の中から、ラジオ放送に適した講演会を収録し、編集・放送している。現在は教育・日本人の生き方・自然環境のテーマにした講演を重点的に紹介している。
2020年度をもって終了した。2024年時点ではNHK文化センターでの講演の模様などをカルチャーラジオで放送している。

## 放送時間
初回放送
- 毎週日曜21:00 - 22:00（JST、以下同）

再放送
- 毎週土曜日6:00 - 7:00（2011年4月から）
- 株式市況の放送がない月 - 金の祝日17:00 - 18:00[注 1]
- 不定期でラジオ第1放送のラジオ深夜便で毎週土曜日深夜（日曜未明）1時台の深夜便アーカイブスで放送される場合がある。

## 放送内容

### 2014年

#### 5月
- 5/4（日）5/10（土）	「山陽路の黒田官兵衛」講演：童門冬二（作家）大河ドラマの主人公、黒田官兵衛は姫路城に生まれた。黒田家はもともと近江（滋賀県）の出身だが、当時一族は備前（岡山県）の福岡という港町に住んでいた。秀吉に仕えた官兵衛がまず活躍する舞台は、ほとんど山陽路である。信長、秀吉との出会い、官兵衛初期の活躍ぶりについて「軍師 黒田如水」などの著作のある童門冬二が語る。
- 5/11（日）5/17（土）	「美作の人　岸田吟香の情報・経営学」講演：岩下哲典（明海大学教授）1833（天保4）年に生まれ、幕末・明治に新聞記者、実業家、教育者として活躍した岸田吟香（ぎんこう）は、岡山県北部、美作（みまさか）の出身である。吟香の生家は地元の「大百姓」であり、10代後半まで過ごしたのは、細い谷間の道を抜けた桃源郷のような場所だった。後年グローバルに活躍した吟香がそんな幼年時代からどう育っていったのか。幕末維新史が専門の講師が、情報人・岸田吟香の経営学について、歴史学の視点からアプローチする。
- 5/18（日）5/24（土）「世界で勝つ日本の計算式　サッカーＷ杯を前に」講演：山本浩（法政大学教授）講師はアナウンサー時代、スポーツ、特にサッカー中継で注目され、Ｊリーグの開幕戦など記憶に残る試合を数多く実況した。その豊富な取材経験から、NHK退職後はスポーツ評論家としても活躍する山本が、今年6月からブラジルで開催されるワールドカップについて、日本チームの活躍を占うと共に、東京オリンピックを展望した日本のスポーツ界全体の在り方についても語る。
- 5/25（日）5/31（土）	「出土文字から見た地方社会」講演：平川南（前国立歴史民俗博物館館長・人間文化研究機構理事）日本各地で発掘・発見されている古い木簡や土器、漆紙文書。そこに記された文字から、8世紀以前の日本人が使用した漢字の「使われ方」や日本社会への浸透ぶりが見て取れる。日本で漢字が使われ始めた理由、中国から日本への漢字の伝播経路、そして中央と地方の情報の伝わり方を読み解き、当時の地方社会の状況をいきいきと再現し、語る。

#### 4月
- 4/6（日） 4/12（土） 「新渡戸稲造の教養と修養」講演：斉藤兆史（東京大学教育学部教授）農学者・教育者の新渡戸稲造は、高度な教養を身につけた国際人として、また「太平洋の架け橋」として世界を舞台に活躍する一方、修養に関する啓蒙的な著作によって大衆を教化した.
- 4/13（日） 4/19（土） 「今西錦司先生と仲間たち」講演：河合雅雄（京都大学名誉教授）霊長類学者の河合雅雄は京都大学一年生の時、今西錦司による「生物社会学」に傾倒し、その門下に入った。当時、世界的に休眠状態にあった霊長類学は、生物社会学と生態学の新たな装いで、戦後日本で再興したところであった。京大動物学科の宮地伝三郎教授と今西をリーダーとして1951年、霊長類研究グループが結成され、若い研究者による野生ニホンザル社会の研究が始まった。世界の学界を驚かせた成果は、今西の卓越した先見性と強力なリーダーシップ、魅力的な人間性に負う所が多かった。講演では、当時を振り返り、今西と、取りまく若い研究者の個性あふれる群像を、エピソードを交えて語る。
- 4/20（日） 4/26（土） 「書くこと　考えること」講演：青木奈緒（作家）明治の文豪・幸田露伴の曾孫である青木奈緒さんが、4代続く文筆家系を振り返る。大政奉還があった1867年に生まれた露伴は、「これからの時代は男も家事を出来なければならない」 と考える母親に厳しく育てられ、その露伴も同様に娘の幸田文を厳格にしつけた。その教えは文の娘・青木玉さんから、またその娘・奈緒さんへと受け継がれている。こうして脈々と続く幸田家の絆とはどういうものか？家族の歴史を受け止めつつ、今を生きる奈緒さんが、幸田家の魅力や書くことの楽しさ、大変さなどを語る。
- 4/27（日） 5/3（土） 「いま知る言葉の不思議」講演：梅津正樹（獨協大学言語文化学科講師）「せわしい？せわしない？」「老人と浪人（ろうじん・ろうにん）」「“かわいい”と“かわいそう”の関係」「ありますか？ありませんか？」「“何人”は、なんにん？なにじん？」「“親を切る”と、しんせつ？」「お釈迦になるって？」・・・・　私たちは、日常使っている言葉の語源などは、知らずに使いこなしている。しかし、若い人や外国人から「何故そうなるのか」と聞かれたら困ってしまうことは多い。知っていそうで知らない言葉の成り立ちを、わかりやすく解説。

#### 3月
- 3/2（日）3/8（土）「死なれるということ」講演：鷲田　清一（哲学者・大谷大学教授・元大阪大学学長）
- 3/9（日）3/15（土）「河合隼雄との三度の再会」講演：河合俊雄（心理学者・日本ユング派分析家協会長）
- 3/16（日） 3/22（土）「ES/iPS細胞の実用化に向けて〜これからすべきことは何か〜」講演：中辻憲夫（京都大学教授）
- 3/23（日） 3/29（土） 「髙坂正堯先生の日本への思い」講演：中西　寛（政治学者・国際政治学専門）
- 3/30（日） 4/5（土） 「ささえる医療と東洋医学が出会うとき」対談：村上智彦（NPO法人ささえる医療研究所理事長）と田中　保郎（放送大学教授・東洋医学医師）

#### 2月
- 2/2（日）2/8（土）「俳諧師の旅」講演：中嶋隆（早稲田大学教授）：松尾芭蕉と井原西鶴という時代を代表する二人が切り開いた俳諧の道、当時の俳諧の様子はどうだったのか。
- 2/9（日） 2/15（土） 「銀閣慈照寺　いけ花と禅の心」講演：珠寶（銀閣慈照寺・花方教授）：生け花と禅の心について、 日々の銀閣寺での、花の在り様、花との向き合い様。
- 2/16（日）2/22（土）「自然治癒力を高める攻めの養生」講演：帯津良一（日本ホリスティック医学協会会長）：西洋医学に中国医学、代替医療などを取り入れ、身体だけでなく心や環境までも含めた「人間をまるごと捉える」ホリスティック医学。人間が本来持っている自然治癒力を最大限に引き出す「生活法」。
- 2/23（日）3/1（土）「現代・未来に生かす、これからの武士道とは」講演：笠谷和比古（国際日本文化研究センター教授）：武士道が現代日本社会にとってどのような意味をもつか。女性にとって武士道とは何か。NHK大河ドラマで話題の新島八重。

#### 1月
- 1/5（日）1/11（土）「宇宙の謎に挑む素粒子物理学〜どうして現在の宇宙は生まれたか〜」講演：小林誠＋益川敏英（共に・ノーベル賞受賞者）：2008年にノーベル物理学賞を受賞した小林誠博士と益川敏英博士が、3年ぶりに顔を揃え、素粒子物理学のこれまで、最新の研究課題を、科学の未来を担う次世代に向けて語る。2008年ノーベル賞受賞から5周年。
- 1/12（日） 1/18（土）「アジア太平洋共同体の可能性」講演：入江昭（ハーバード大学名誉教授）：日本出身のアメリカ合衆国の歴史学者として長年に渡り活躍。思想・文化の影響力を重視するアプローチ。
- 1/19（日） 1/25（土）「“秋田のことば”を考える」講演：佐藤稔（秋田大学教育文化部特別教授）：「地域の言葉＝方言」はその地域での生活を支え、人を育む大切な存在。
- 1/26（日） 2/1（土）「泥の中で咲う（わらう）〜どん底から見える希望〜」講演：川村妙慶（僧侶）:早過ぎた父親の死・実家の寺の跡継ぎ問題・アナウンサーになる夢と挫折など、自身の経験を赤裸々に。

### 2013年

#### 12月
- 12/1（日） 12/7（土） 「和辻哲郎と私」講演：熊野純彦（東京大学教授）先人としての和辻の思考を問う。
- 12/8（日） 12/14（土） 「権門とは何か〜院政はなぜ続いたか〜」講演：岡野友彦（皇學館大学教授）天皇はなぜ「武士の時代」と言われる中世を生き延びたのか？･･･その答えは「院政」にある。
- 12/15（日） 12/21（土） 「八重との、めぐりあい」講演：山本むつみ（脚本家）激動の時代を生き抜いた人々の生き方を通じて現代を生きる私たちの「自らの生き方」を見つめ直す「八重の桜」。
- 12/22（日） 12/28（土） 「危機管理のあり方」講演：船橋洋一（慶應義塾大学教授）福島原発事故の対応を追った著作「カウントダウン・メルトダウン」で大宅壮一ノンフィクション賞を受賞した船橋洋一が原発事故で浮き彫りとなった日本の危機管理体制の脆弱性を検証。
- 12/29（日） 1/4（土） 「これからの食と農を考える」講演：伊藤忠雄（新潟大学名誉教授）70億を超えた世界人口、途上国の経済発展による農業の衰退、異常気象や災害、投機資金の市場への介入など。

#### 11月
- 11/3（日） 11/9（土） 「ユネスコ平和理念の実現に向けての世界遺産」講演：佐藤禎一（元ユネスコ日本全権大使、国立博物館名誉館長）：ユネスコ憲章「戦争は人の心の中で生まれるものであるから、人の心の中に平和のとりでを築かなければならない」という平和理念。
- 11/10（日）11/16（土）「細胞は若返る」講演：太田成男（日本医科大学教授）：16億年前にさかのぼる生命進化に大きな影響を与えた小さな細胞。人体の不思議、若さと健康の源泉。
- 11/17（日）11/23（土）「高速道路の課題と今後の展望」講演：太田和博（専修大学教授）：欧米に比べ、日本では高速道路の建設が相当に遅れて始まった。1963年、日本初の高速道路開通。今後の高速道路の方向性と課題。
- 11/24（日）11/30（土）「写経の意味と歴史」講演：金岡秀郎（国際教養大学特任教授）：写経は、仏教の経典を写し書きすることで心身を潔斎する日本の伝統文化。

#### 10月
- 10/6（日） 10/12（土）「尾高邦雄先生と私」講演：富永健一（東京大学名誉教授）：労働を通して人間をみる社会学で、多くの業績を残した尾高邦雄。師との出会い、研究のエピソードなど、貴重な体験と、師から学んだこと。
- 10/13（日）10/19（土）「涙を流しながら読んだ古文書」講演：磯田道史（歴史家）：映画化された「武士の家計簿」の著者として一躍その名を知られた磯田。
- 10/20（日）10/26（土）「ことばとコミュニケーション〜今更聞けない言葉のあれこれ」講演：梅津正樹（元NHKアナウンサー）：普段何気なく使っている慣用表現の、落とし穴。正しいと信じていた敬語の、まさかの誤った使い方。日常使っている「ことば」の数々を、点検。
- 10/27（日）11/2（土） 「武士道の真髄を探る」講演：笠谷和比古（国際日本文化研究センター教授）：武士道の発祥から現代までの変遷をたどりながら、日本型組織と個人の自立について考察。

#### 9月
- 9/1（日） 9/7（土） 「子どもの言葉を育てるには」講演：山根基世（「ことばの杜」代表、元NHKアナウンサー）
- 9/8（日） 9/14（土） 「日本の自動車産業と私たちの暮らし」講演：渡邊頼純（慶應義塾大学教授）
- 9/15（日） 9/21（土） 「万葉集をよむ」講演：浅野則子（別府大学教授）
- 9/16（祝・月）午後5時～「脳科学と仏教の対話〜変えられる自分と変えられない自分〜」講演：佐々木閑（花園大学教授）/藤田一郎（大阪大学教授）（初回放送＝6月16日）※アンコール放送
- 9/22（日） 9/28（土） 「文士のゆくえ」講演：大村彦次郎（作家・文芸評論家）
- 9/23（祝・月）午後5時～「想定外を生き抜く力〜釜石市津波防災教育に学ぶ〜」講演：片田敏孝（群馬大学大学院教授）（初回放送＝6月30日）※アンコール放送
- 9/29（日） 10/5（土） 「虎渓三笑ということ」講演：安東俊六（岐阜大学名誉教授）

#### 8月
- 8/4（日） 8/10（土） 「片寄平蔵とその時代」講演：植松三十里（作家）いわきの石炭産業の父といわれる片寄平蔵。平蔵が生まれたのは200年前の1813年。 ペリー来航、開国と、大きく渦巻く時代の中で、平蔵はいかに生きたのか。
- 8/11（日） 8/17（土） 「ことばの力」講演：永田和宏（歌人、京都産業大学教授、京都大学名誉教授）宮中（きゅうちゅう）歌会始詠進歌選者の経験や、妻の河野裕子（歌人）の闘病を支えた日々。
- 8/18（日） 8/24（土） 「安丸良夫先生の学問と人柄」講演：島薗進（上智大学教授、上智大学グリーフケア研究所所長、宗教学者）安丸良夫は民衆思想史で卓抜な地平を切り開き、多くの分野の研究者に刺激を与えて来た歴史学者.
- 8/25（日） 8/31（土） 「武士、武士道とは何か」講演：笠谷和比古（国際日本文化研究センター教授、歴史学者）諸外国でも興味を持つ人が多い日本の武士、武士道とは何か。

#### 1月
- 1/6（日） 1/12（土） 「日本映画の昭和史 」講演：篠田正浩（映画監督）日本映画が最も輝いていたと言われる昭和20年 - 30年代。その「戦後黄金期」に活躍した、黒澤明・小津安二郎・川島雄三・今村昌平・木下恵介・今井正・溝口健二・成瀬巳喜男など、今も根強い人気を誇る映画監督たちの偉才と作品を紹介.
- 1/13（日） 1/19（土） 「認知症の母が教えてくれたこと」講演：藤川幸之助（詩人・児童文学者）認知症の母や、それを支えた父、そして藤川さんの後ろに広がる人生という物語について、その素直な心の内を詩の朗読を交えながら明かす。
- 1/14（祝・月）午後5時 -  「私の人生を語る」講演：鳳蘭（女優）宝塚歌劇団では、エキゾチックな美しさでも注目を浴びていた鳳さんは、星組の男役トップスターを務め、 1979年に退団。
- 1/20（日） 1/26（土） 「親鸞のこころを音楽で」講演：平田聖子（作曲家）人間の知恵では推し量ることのできない、奥深い仏の世界.
- 1/27（日） 2/2（土） 「地雷除去活動から見た日本」講演：佐藤源之（東北大学東北アジア研究センター長）地雷の被害は知られている反面、具体的な除去法や住民への影響は十分に伝えられていない。

### 2008年

#### 6月
- 6/1 「倭国女王卑弥呼と崇神天皇と」講演：水野正好（奈良大学名誉教授）中国の三国志にも描かれた卑弥呼、そして日本書紀に登場し、学術上でもその存在が認められている最古の帝・崇神天皇。歴史上、ミステリアスな存在として知られるこの2人の人物にスポットを当て、王統継承や宮都の所在など、古代日本に夢を馳せる。
- 6/8 「若山牧水と前田夕暮」 講演：香川ヒサ（歌人）日本の短歌史に偉大な足跡を残した歌人・若山牧水の業績を顕彰し、短歌文学の発展を願う目的で設けられた「若山牧水賞」。第12回「受賞者記念講演」より、歌人の香川ヒサさんが牧水と、その友人の歌人・前田夕暮との交友を通じて牧水が育んだ歌の世界を紐解く。
- 6/15「父・太宰治と林芙美子」講演：太田治子（作家）今年は太宰治の没後60年にあたる。太宰の娘であり、作家としての太田さんが太宰と、晩年の小説に共通点が多いといわれている林芙美子との親交を語り、作品を通して二人が描こうとしたのは何だったのか、人生観、世界観を様々な角度から考察する。
- 6/22「死刑制度とわたしの文学」講演：加賀乙彦（作家、精神科医）加賀さんは東京拘置所医務部技官、フランスでの病院勤務、上智大学教授などを歴任した後、生と死の極限で苦悩する死刑囚を描いた作品「宣告」を著し、第11回「日本文学大賞」を受賞した。精神科医であり文学者という両方の観点から、死刑制度と人間の存在の意味について考える。
- 6/29「日本はそんなにダメな国か？」講演：内田樹（神戸女学院大学教授）内田さんは専門のフランス現代思想と共に武道論や映画論などを展開し世界から見た日本の現状や未来をユニークな視点から考察している。外側から見た古き良き日本の素晴らしさ、より良い国となって行くための日本人のモチベーションについて提言する。

#### 4月
- 4/6, 4/29（火・祝）「意志あれば通じる」 講演：大宅映子（ジャーナリスト）戦後の日本を代表するジャーナリスト、大宅壮一が残した「大宅文庫」の理事長を務めていた妻・大宅昌氏が昨年、亡くなった。その母の最晩年から最期まで、人生を生き切った明治女性の姿、夫を支えた人生の見事な軌跡を、娘の立場から.
- 4/13「家族の協力と社会参加」講演：中野良子（女優）新時代に向けて、人々の活性化のためには、老若男女が楽しみながら参加できる「学びの場」が必要。
- 4/20「オウム事件から見えてきたもの」講演：佐木隆三（作家）世界を震撼させた「オウム真理教事件」は、189人が起訴され、昨年10月までに、4人の死刑が確定した。この裁判を傍聴し続けた立場から、法曹界や国民の意識など、日本の社会に与えた大きな影響について考察。
- 4/27　5/5（月・祝） 「いつも“これから”が楽しい」講演：林望（作家）大学に勤めていたころの、う余曲折を経て、イギリス・ケンブリッジ大学での仕事と成功、そして作家デビューといった人生の方向転換や、その楽しみ方について、自身の経験をもとに、自分らしい生き方とは何か？ を提案。